# Valérie Cabanes
Valérie Cabanes (Pont-l'Abbé, 1969) es una jurista francesa de derecho internacional especializada en derechos humanos y derecho humanitario conocida también como ecologista y ensayista. Participó en la puesta en marcha del movimiento ciudadano End Ecocide on Earth  que defiende el proyecto de reconocer el ecocidio en el derecho penal internacional como un delito contra la paz y la seguridad humana.  Actualmente es miembro del Consejo Asesor de la ONG Stop Ecocide International  y miembro del Comité Directivo de la Alianza Global por los Derechos de la Naturaleza (GARN). También es cofundadora de la asociación francesa Notre affaires à tous, que promueve la justicia climática y es una de las cuatro ONG detrás de la iniciativa francófona el affaire du siècle. También cofundó el programa interactivo Wild Legal, una escuela por los derechos de la naturaleza.

## Obras
- « Crime climatique et écocide : réformer le droit pénal international », a Crime climatique stop ! : l'appel de la société civile, coordinado por Nicolas Haeringer, Maxime Combes, Jeanne Planche y Christophe Bonneuil, Le Seuil, coll. « Anthropocène », 2015 ISBN 978-2-021283-648
- Un nouveau droit pour la Terre : pour en finir avec l'écocide, amb prefacio de Dominique Bourg, Le Seuil, coll. « Anthropocène », 2016 ISBN 978-2-021328-615,
- « Préface » i « Le crime d'écocide », en Des droits pour la Nature, collectif sous la direction de Samanta Novella, éditions Utopia, coll. « Ruptures », 2016 ISBN 978-2-919160-235
- Homo natura : en harmonie avec le vivant, prefacio de Edgar Morin, Buchet-Chastel, coll. « Dans le vif », 2017 ISBN 978-2-283030-196,